# Herenhuis Hustinx

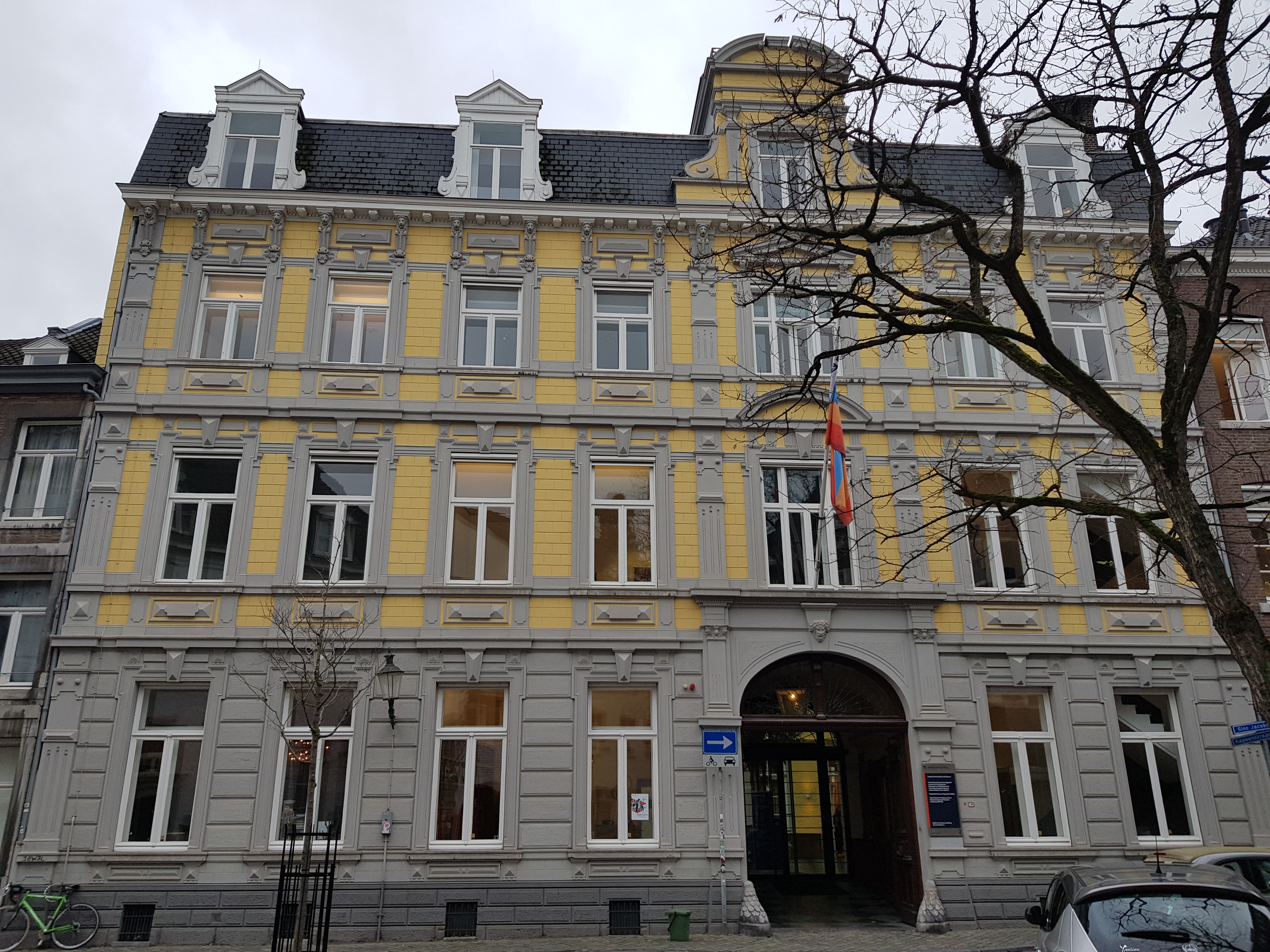
Herenhuis Hustinx

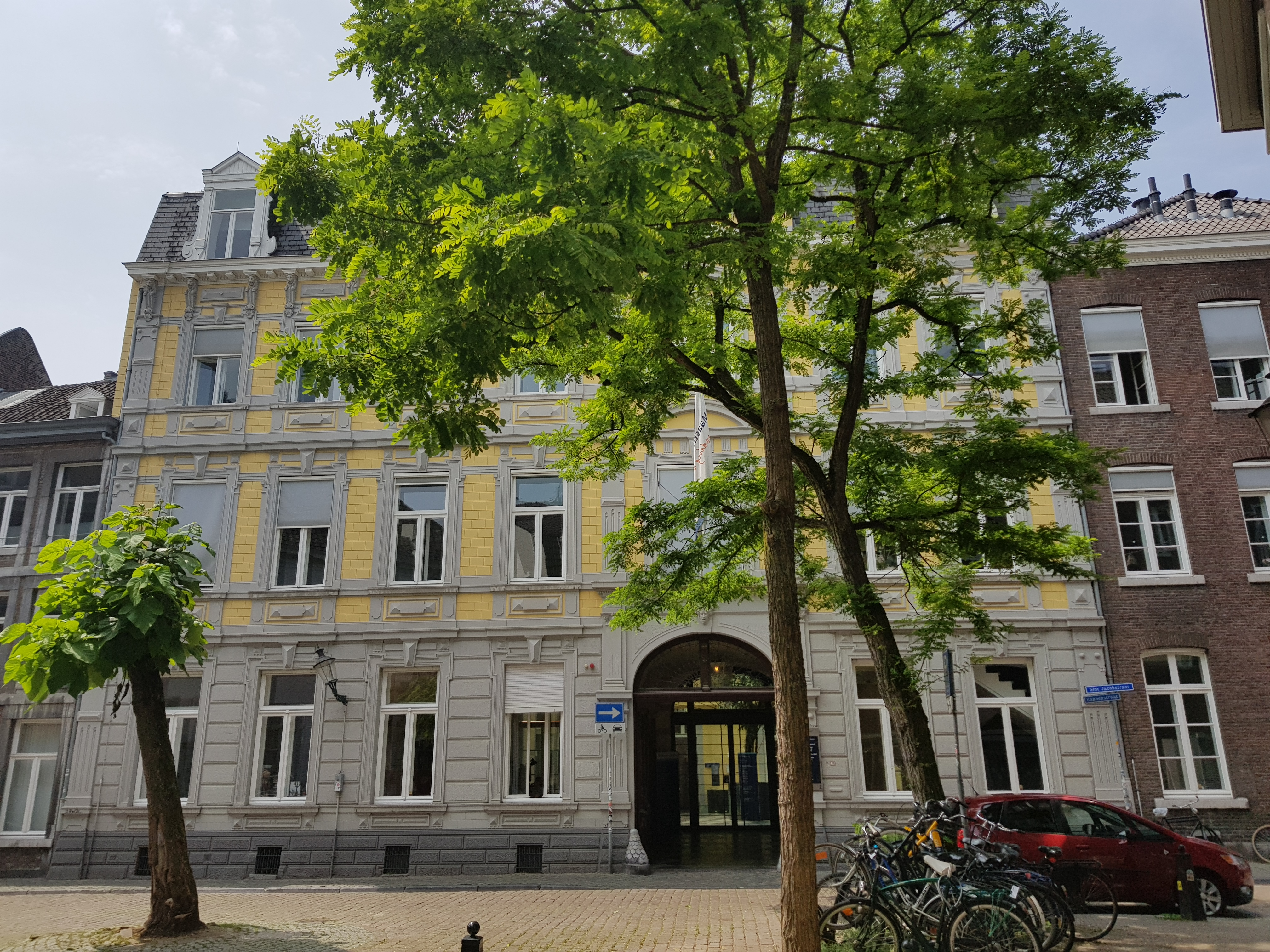
Herenhuis Hustinx in de zomer

Herenhuis Hustinx is een gebouw in het Jekerkwartier in de Binnenstad van de Nederlandse stad Maastricht. Het gebouw staat aan de Kapoenstraat 2 op ongeveer 100 meter ten zuiden van het Vrijthof. Het herenhuis staat aan de westkant van een klein pleintje waar de Kapoenstraat begint en de Lantaarnstraat en Sint-Jacobstraat op uitkomen.
Sinds 2021 is het pand in gebruik door de rechtenfaculteit van de Universiteit Maastricht. Naar het westen staat achter het herenhuis een ander gebouw van deze faculteit: het Oud Gouvernement.

## Geschiedenis
In de late middeleeuwen stond hier reeds een pand waarvan de kelders nog bewaard zijn gebleven tot in de 21e eeuw. In de 17e eeuw werd de westvleugel van het complex gebouwd. In de 18e eeuw kwam daar de oostvleugel met achtergevel bij. In 1882 werd een eclectisch herenhuis gebouwd en werd opgetrokken in de gesloten wand van de Kapoenstraat. De opdrachtgever was de koffiebrander dhr. J. Hustinx. In de jaren 1920 werd het gebouw in gebruik genomen als belastingkantoor. In de jaren 1960 werd het pand verbouwd en in gebruik genomen door het college van Gedeputeerde Staten.
Sinds 13 september 1972 zijn de oostvleugel en westgevel een rijksmonument.
In 1987 werd het gebouw in gebruik genomen door de Universiteit Maastricht, die het liet renoveren. Daarbij werd de spiegelzaal hersteld en kreeg de voorgevel een gele kleur.
Sinds 6 februari 1997 is het gehele herenhuis een rijksmonument.
In 2008 werd het gebouw opnieuw verbouwd en kreeg het een met glaskap overdekte binnenplaats. Tussen 2011 en 2020 was een deel van de Faculty of Humanities and Sciences in het pand gevestigd. Sinds 2021 is het in gebruik bij de rechtenfaculteit van de Universiteit Maastricht die tussen het Oud Gouvernement en het Huis Hustinx een wandelpad liet aanleggen dat beide panden van de rechtenfaculteit met elkaar verbindt.      

## Gebouw
Het herenhuis is opgetrokken op een rechthoekig plattegrond. De gebouwdelen hebben drie bouwlagen en zijn opgetrokken rond een binnenplaats die in de 21e eeuw met glas overkapt is. Het pand wordt gedekt door een mansardedak. Aan de oostzijde bevindt zich een poort naar de Kapoenstraat.

## Zie ook

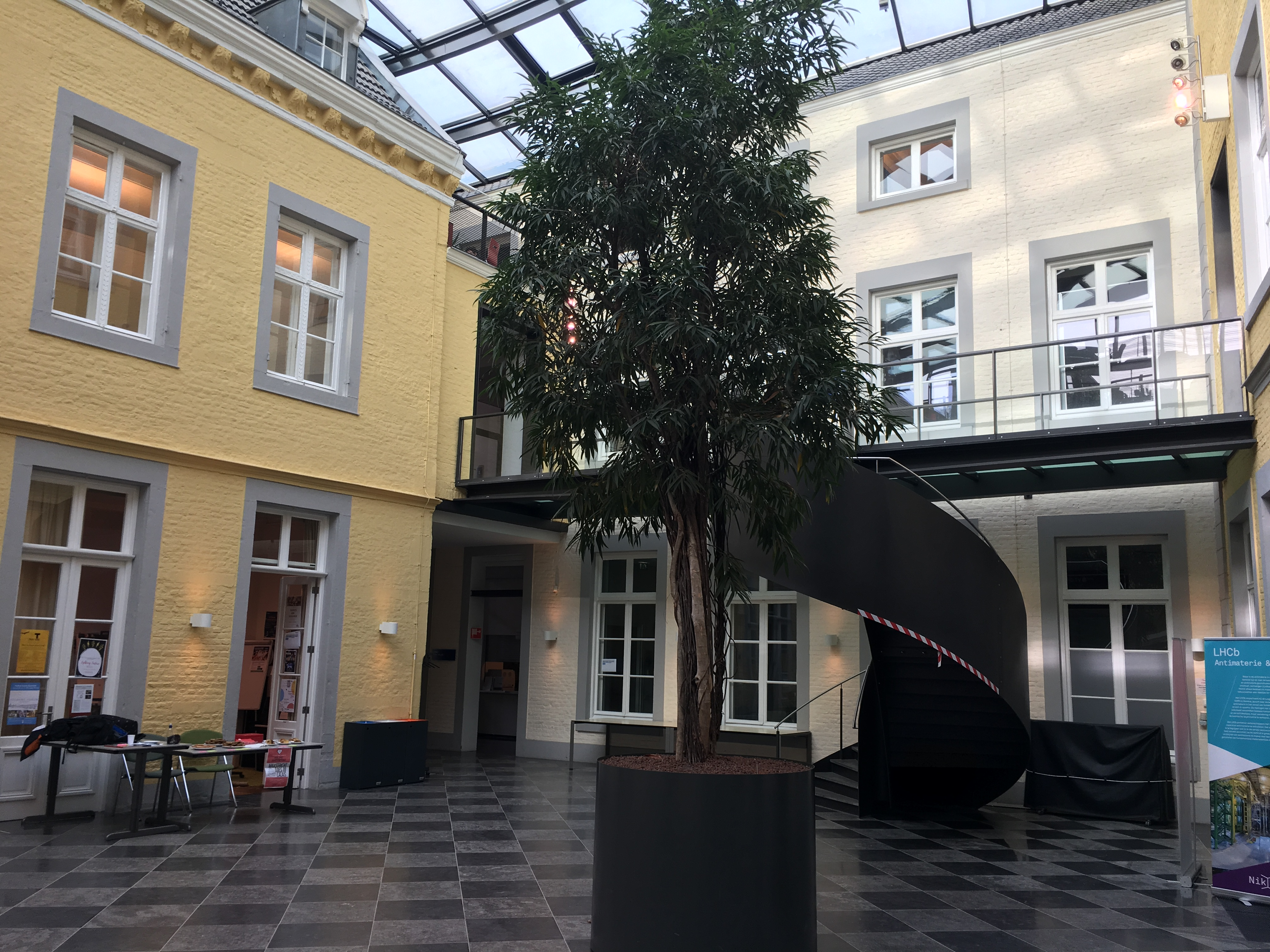
Binnenplaats
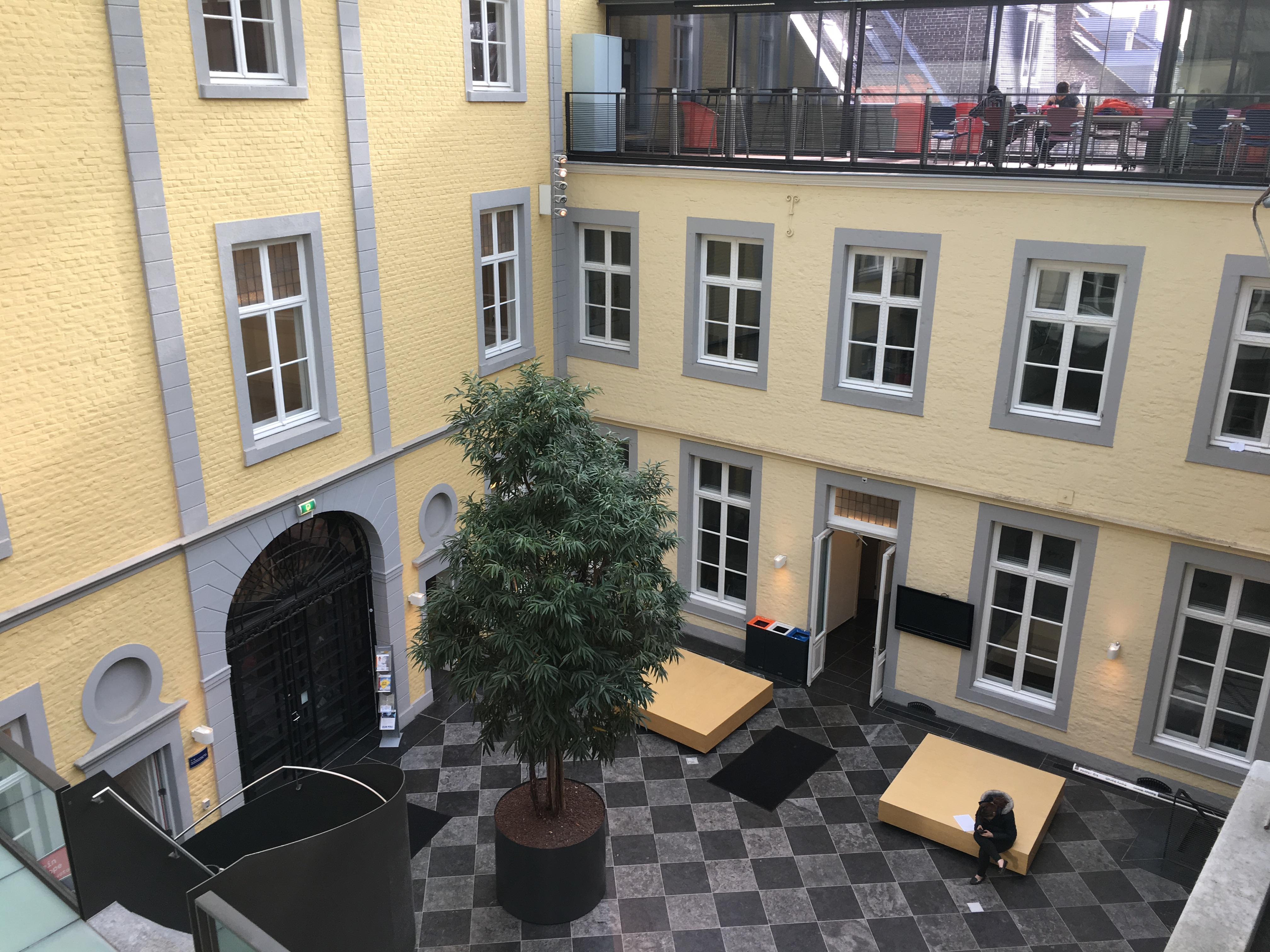
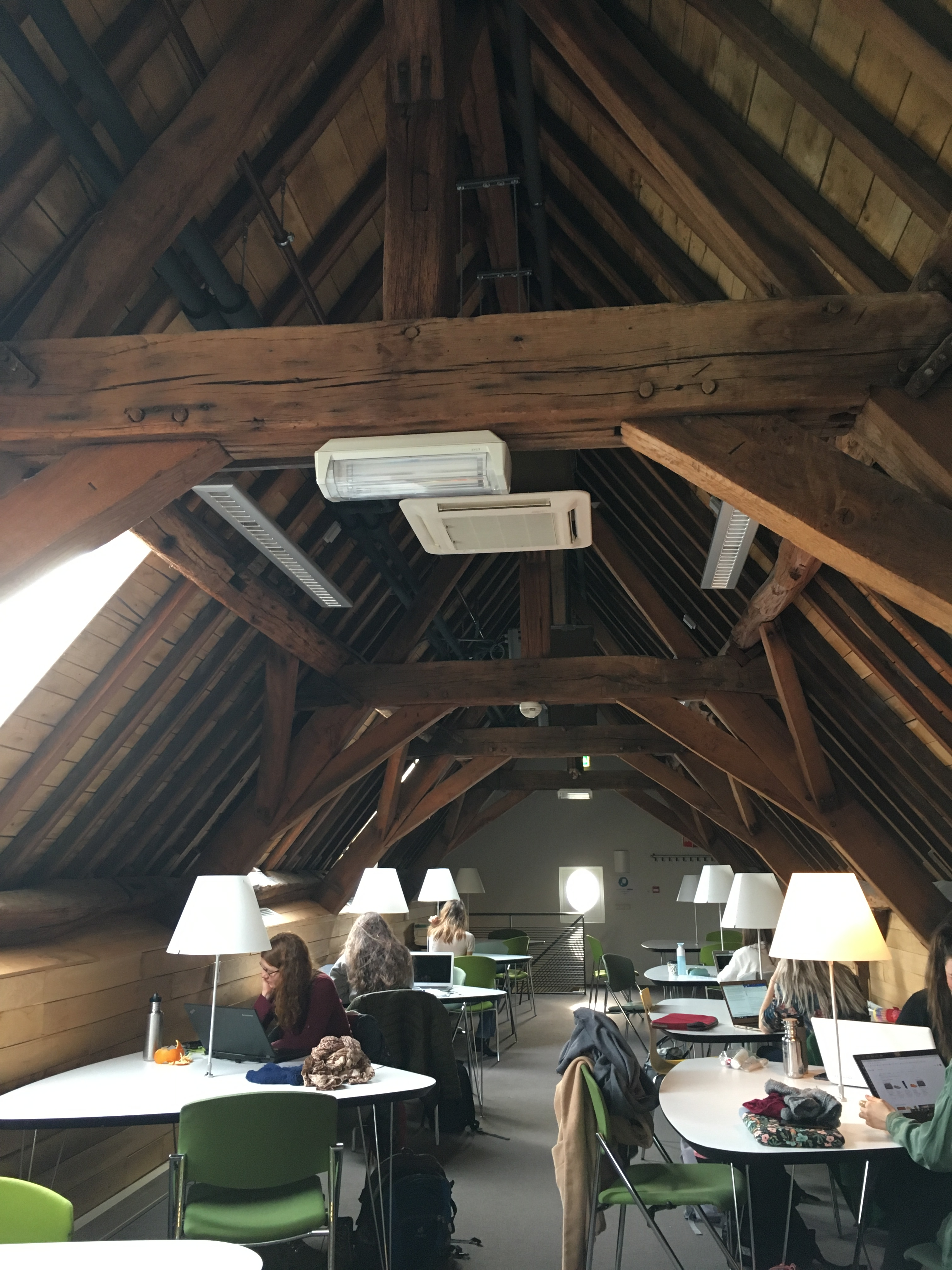
Studeerzolder
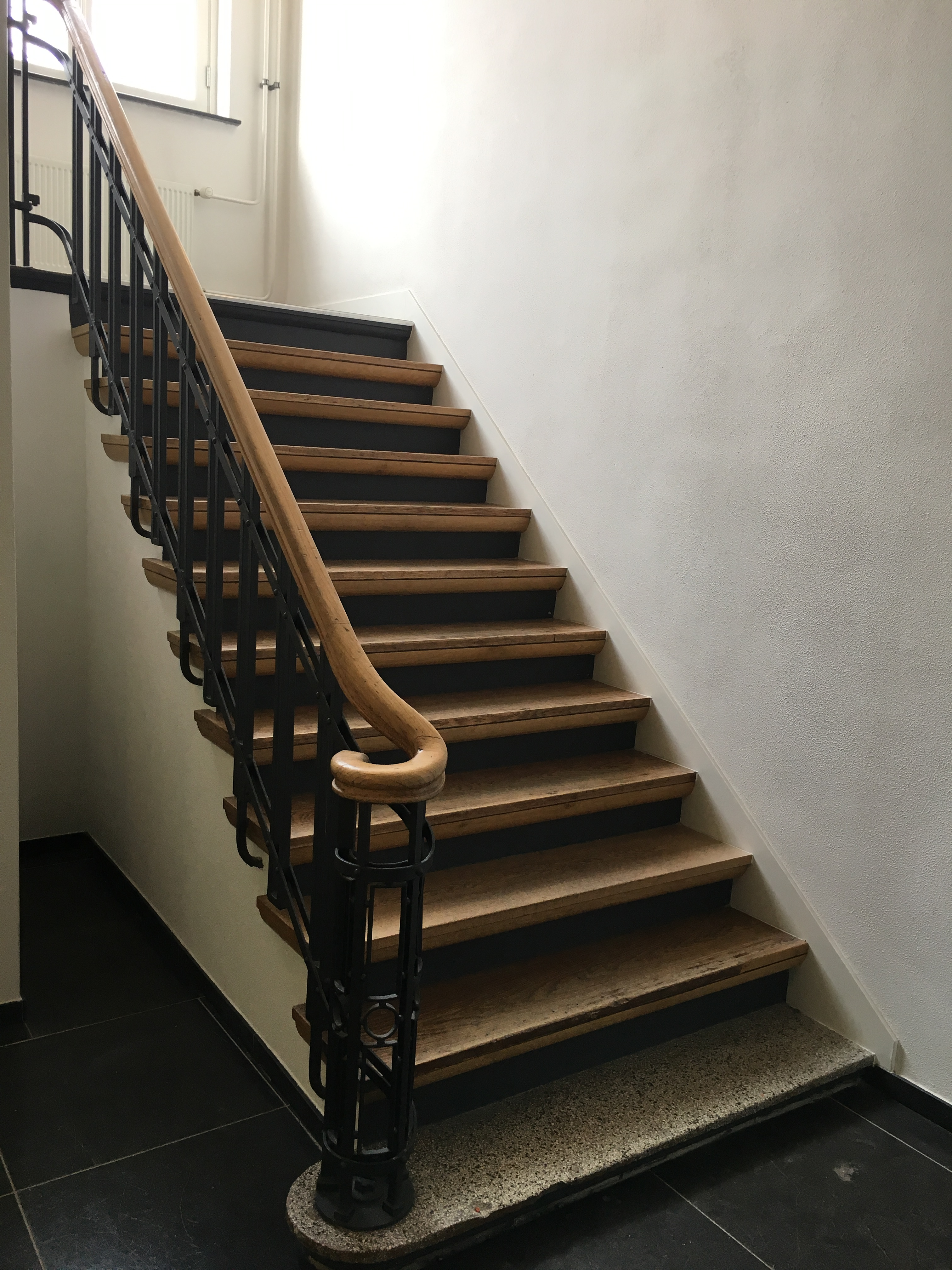